# Gesneria calycosa
Gesneria calycosa là một loài thực vật thuộc họ Gesneriaceae. Đây là loài đặc hữu của Jamaica.